# Роквел Сити (Ајова)
Роквел Сити (енгл. Rockwell City) град је у америчкој савезној држави Ајова. По попису становништва из 2010. у њему је живело 1.709 становника.

## Демографија
Према попису становништва из 2010. у граду је живело 1.709 становника, што је -555 (-24.5%) становника више него 2000. године.
| Група             | 2000.         | 2010.         |
| Белци             | 2.114 (93,4%) | 1.675 (98,0%) |
| Афроамериканци    | 70 (3,1%)     | 4 (0,2%)      |
| Азијати           | 7 (0,3%)      | 7 (0,4%)      |
| Хиспаноамериканци | 38 (1,7%)     | 7 (0,4%)      |
| Укупно            | 2.264         | 1.709         |